# Zatosetron
Zatosetron (LY-277,359) là một loại thuốc hoạt động như một chất đối kháng ở thụ thể 5HT3  Nó hoạt động bằng đường uống và có thời gian tác dụng dài, tạo ra tác dụng chống viêm nhưng không kích thích tốc độ vận chuyển qua đường tiêu hóa. Nó cũng là một giải lo âu hiệu quả trong cả nghiên cứu trên động vật và thử nghiệm trên người, mặc dù với một số tác dụng phụ ở liều cao hơn.